# 伍德斯托克 (伊利諾伊州)
伍茲托克（英語：Woodstock）是一個位於美國伊利諾伊州麥克亨利縣的城市。根據2010年美國人口普查，該地人口為24770人，而該地的面積約為35.04平方千米。同時該地也是麥克亨利縣的縣治。

## 地理
伍茲托克的座標為42°49′03″N 88°26′46″W / 42.81750°N 88.44611°W，而該地的平均海拔高度為288米（即945英尺）。